# 謝爾賓齊河
謝爾賓齊河（烏克蘭語：Щербинці），是烏克蘭西南部的河流，屬於切爾列納河的左支流。該河發源自多利尼亞內東南面，流經切爾尼夫齊州的切爾尼夫齊區和德涅斯特區，河道全長20公里，流域面積60平方公里。